# August Ségur-Cabanac (General)
August Ségur-Cabanac  (* 1. Juni 1922 in Mödling bei Wien; † 4. März 2011 in Wien) war ein österreichischer General und von 1982 bis 1987 Kommandant der 1. Panzergrenadierdivision des österreichischen Bundesheeres.

## Familie
Der aus einem alten französischen Geschlecht mit langer militärischer Tradition stammende August Franz Graf Ségur-Cabanac (1771–1847) fand während der französischen Revolution Zuflucht in Österreich und wurde Stammvater des österreichischen Zweigs der Familie. Er begann seine Laufbahn als Unterleutnant, zeichnete sich 1809 als Major bei Wagram aus und erreichte 1844 den Rang Generalmajor.
Dessen Urenkel, August Ségur-Cabanac (1881–1931), Jurist und Finanzfachmann, war von Mai bis November 1922 Finanzminister der Republik Österreich. In dieser Zeit wurde sein gleichnamiger Sohn geboren, der die militärische Tradition der Familie weiterführte.
Seine Söhne Christian Ségur-Cabanac und René Ségur-Cabanac entschieden sich ebenfalls für eine militärische Laufbahn, ebenso wie sein Enkel Philipp.

## Leben
August Ségur-Cabanac maturierte im Juli 1941 in Wien und wurde unmittelbar danach zur deutschen Wehrmacht einberufen. Nach seinem Fronteinsatz im Frühjahr und Sommer 1942 absolvierte er im Herbst dieses Jahres die Kriegsschule Dresden. Anschließend folgte – nach Beförderung zum Leutnant im Dezember 1942 – in den ersten Monaten des Jahres 1943 ein Kompanieführerlehrgang an der Infanterieschule Döberitz. Ab 15. April war er als Zug- und bald auch als Kompanieführer im Infanterieregiment 156 im Südabschnitt der Ostfront eingesetzt. Am 21. Juli 1943 wurde er bei Stalino schwer verwundet. Nach fast einjährigem Lazarettaufenthalt einigermaßen wiederhergestellt, nahm er im Herbst 1944 als Kompaniechef in der 116. Panzer-Division an den Rückzugskämpfen in Nordfrankreich und Belgien bis in den Raum Aachen teil. In der Schlacht im Hürtgenwald neuerlich verwundet, erlebte er das Kriegsende als Oberleutnant in einem Lazarett.
Schon am 11. Oktober 1944 hatte er während eines kurzen Fronturlaubs Christine Bennier geheiratet.

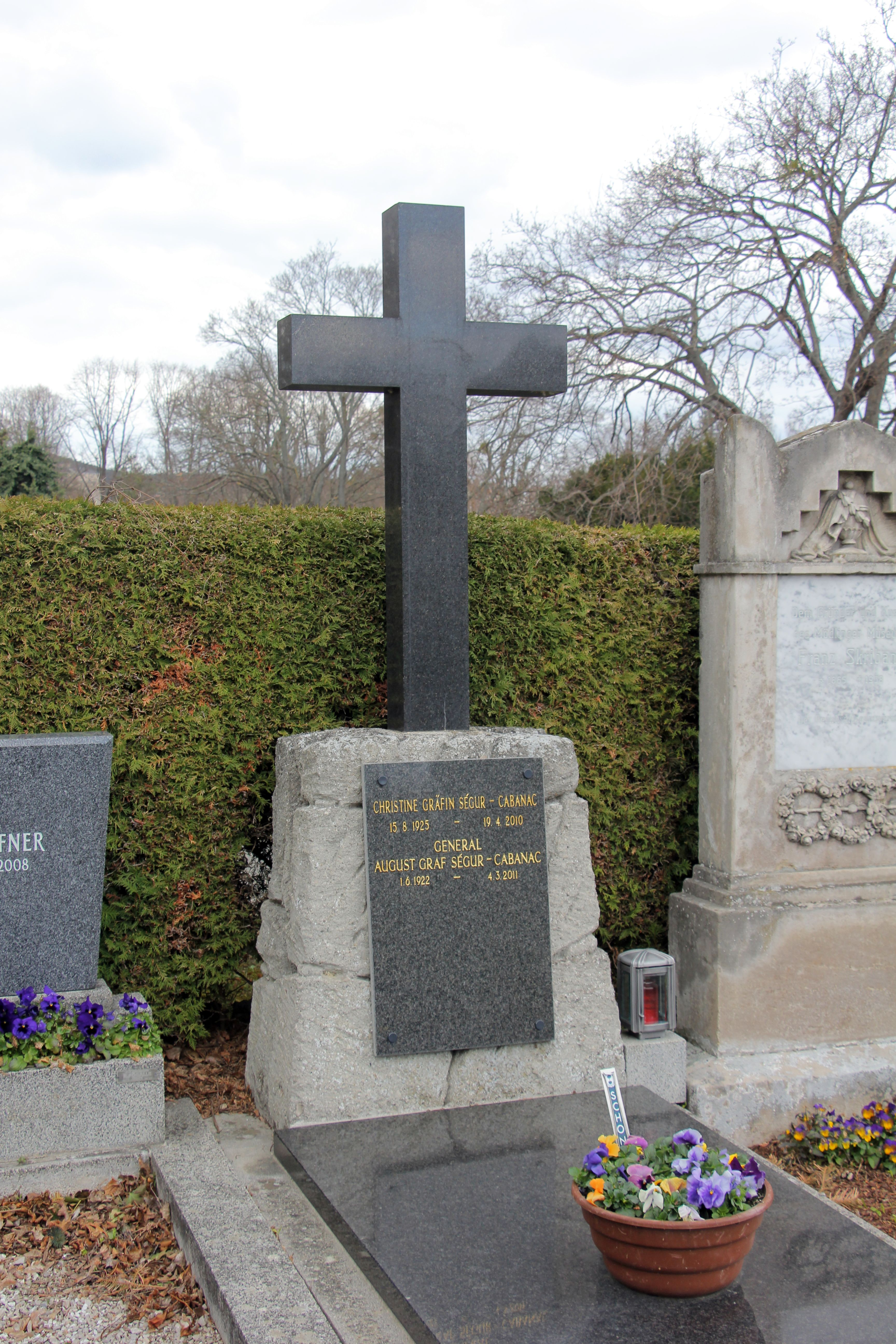
Familiengrab am Mödlinger Friedhof (Grab IX|42)

1946 erlangte er eine Anstellung bei den amerikanischen Besatzungstruppen, doch bereits 1954 meldete er sich zur B-Gendarmerie. Am 1. Oktober dieses Jahres wurde er als Gendarmerie-Oberleutnant bei der Gendarmerieschule Oberösterreich III eingeteilt. Ab Mai 1955 war er bei der Gendarmerieabteilung K, der späteren Militärakademie, in Enns tätig. Er übernahm als Klassenoffizier den Jahrgang B bis zu dessen Ausmusterung im Jänner 1957, dann die Klasse 13, die im Dezember dieses Jahres ausgemustert wurde. Schließlich führte er die 3. Kompanie des Akademikerbataillons bis zu deren Ausmusterung im März 1959, die bereits in der alten Heimat der Militärakademie, in der Burg in Wiener Neustadt, stattfand. In diesen Jahren hatte er sich bereits als Oberleutnant einen armeeweiten Ruf als fordernder, aber dennoch beliebter Ausbilder seiner Offiziersanwärter erworben. Nachdem er 1959 noch einen weiteren Jahrgang übernommen hatte, wurde er im Dezember dieses Jahres zum 3. Generalstabskurs einberufen. Diesen Kurs absolvierte er mit Rang 1.
Schon während seiner praktischen Verwendung in der Ausbildungsabteilung des Bundesministeriums für Landesverteidigung im Jahre 1962 wurde er mit der Herausgabe einer Fachzeitschrift beauftragt. Er gründete die Arbeitsgemeinschaft „Truppendienst“, um mit deren Unterstützung die Zeitschrift herauszugeben. Er wurde damit zum Begründer der Ausbildungszeitschrift „Truppendienst“, die bald zu den renommiertesten Publikationen auf dem Gebiet der militärischen Ausbildung zählte. Nachdem er am 15. Dezember 1962 als Major des Generalstabs in den höheren Dienst übernommen worden war, folgte seine Einteilung als Taktiklehrer an der Theresianischen Militärakademie. Mit 15. Mai 1965 in die Operationsabteilung versetzt, bearbeitete er dort sieben mögliche Operationsfälle. Das geschah damals zum ersten Mal im zweiten Bundesheer und bestimmte für die folgenden Jahre maßgebend die Einsatzplanung der Armee. Am 12. Dezember 1967 wurde er als G 3 in das Gruppenkommando I versetzt. Unter dem Chef des Stabes Oberst dG Karl Wohlgemuth war er an der Planung der Sicherungsmaßnahmen während des Einmarsches der Truppen des Warschauer Paktes in die Tschechoslowakei 1968 ebenso beteiligt wie an der Vorbereitung und Durchführung des bisher größten Manövers des Bundesheeres mit dem Namen „Bärentatze“ im Herbst 1969.
Schon 1968 war er zum Oberst des Generalstabes befördert worden. Vom 22. März 1971 bis 19. März 1973 war er Chef des Stabes des Militärkommandos Wien und anschließend stellvertretender Leiter der Organisationsabteilung des Ministeriums. Am 19. März 1973 wurde er Leiter der Ausbildungsabteilung, als der er in den folgenden acht Jahren zahlreiche Initiativen auf allen Gebieten der militärischen Aus- und Weiterbildung setzte. 1980 wurde er Brigadier. Als seine letzte Verwendung im aktiven Dienst übernahm er – nun als Divisionär – das Kommando der 1. Panzergrenadierdivision in Baden. Diesen Verband führte er vom 1. November 1982 bis zu seiner Pensionierung am 1. November 1987. Kurz davor wurde er in Anerkennung seiner Verdienste um das Bundesheer zum General befördert.
Ségur-Cabanac starb am 4. März 2011. Begraben ist er im Familiengrab in Mödling.